# 策伦奥齐尔·丹巴道尔吉
策伦奥齐尔·丹巴道尔吉（1900年—1934年），蒙古族，外蒙古库伦人，蒙古人民共和国政治人物，曾任蒙古人民党（1925年改称蒙古人民革命党）主席。

## 生平
丹巴道尔吉是土生土长的库伦人。在蒙古实行君主制期间，丹巴道尔吉在学校学习，后在伊尔库茨克当翻译和电报员。在蒙古人民革命期间，丹巴道尔吉任蒙古人民军的专员。1921年春夏，他参与蒙古临时人民政府及蒙古人民党对买卖城的进攻，在蒙古临时人民政府的成立中发挥了重要作用。
在蒙古人民党第一次代表大会上，丹巴道尔吉当选为蒙古人民党书记，任期自1921年至1923年。1924年至1928年，丹巴道尔吉担任蒙古人民党（1925年更名为蒙古人民革命党）中央委员会主席。
在蒙古人民革命党第七次代表大会上，丹巴道尔吉被免职，失去权力。此后，丹巴道尔吉被派往莫斯科，担任蒙古驻苏联大使馆的贸易代表。他于1934年6月25日去世，有人怀疑他死于中毒。